# Trichomyrmex perplexus
Trichomyrmex perplexus (лат.) — вид мелких муравьёв рода Trichomyrmex, ранее известный под именем Monomorium perplexum.

## Распространение
Евразия (Армения, Греция, Иордания, Кипр, Сирия, Турция, Объединенные Арабские Эмираты).

## Описание
Длина полиморфных коричневатых муравьёв (брюшко темнее) от 2 до 5 мм. Промезонотум в профиль плоский. Проподеальная спинка равна длине ската в профиль. Бока проподеума, петиоль и пост петиоль мелкоточечно-сетчатые. Голова гладкая и блестящая, в редких тонких точках; мандибулы продольно-морщинистые; промезонотум и мезонотум гладкие и блестящие, остальная мезосома густоточечно-сетчатая. Передний край клипеуса с парой хорошо развитых сильных зубцов, которые нависают над жвалами, эти зубцы широко разделены на расстояние, превышающее максимальную ширину лобных долей. Голова, мезосома, петиоль и постпетиоль от оранжево-красного до красновато-коричневого, брюшко темно-коричневое, ноги коричневатые или красновато-желтые. Усики 12-члениковые, булава состоит из 4 сегментов. Нижнечелюстные щупики 2-члениковые, нижнегубные щупики состоят из 2 сегментов. Голова, грудка и брюшко гладкие и блестящие. Проподеум округлый, без шипиков или зубцов на заднегрудке. Стебелёк между грудью и брюшком состоит из двух члеников: петиолюса и постпетиолюса (последний четко отделен от брюшка), жало развито.
Зерноядный вид. Он предпочитает открытые и засушливые места обитания, включая пастбища, берега искусственных озёр, морское побережье с гаригой (разрежённые заросли низкорослых вечнозелёных ксерофитных кустарников), заброшенные сады, но также встречается в известняковых ущельях с платановыми деревьями, открытыми сосновыми лесами и открытыми дубовыми редколесьями. Гнёзда строят прямо в земле и под камнями. Низинные виды, самое высокое местонахождение в Греции было зарегистрировано на высоте около 570 м над уровнем моря.

## Систематика
Вид Trichomyrmex perplexus  был впервые описан в 1997 году по материалам из Армении под первоначальным названием Monomorium perplexum Radchenko, 1997. В 2014 таксон перенесён в род Trichomyrmex. Сходен с Trichomyrmex abyssinicus.